# ヤマハ・NIKEN

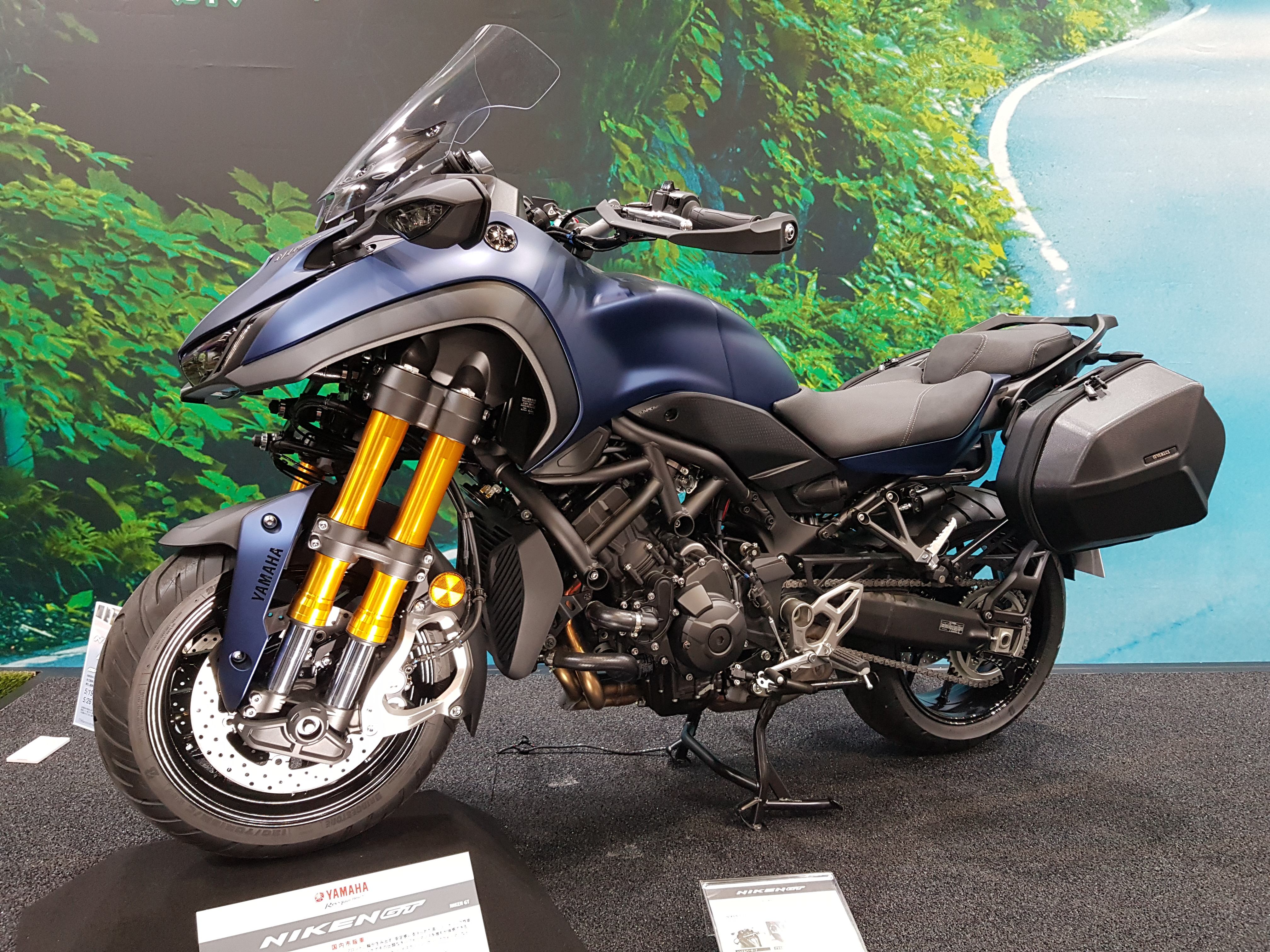
ナイケンGT

NIKEN（ナイケン）は、ヤマハ発動機が製造し世界各国で販売している排気量845ccのリーニングリバーストライクである。

## 概要
ヤマハ発動機が2015年に発表したコンセプトバイク「MWT-9」の市販版であり、ヤマハ発動機のLMW（リーニング・マルチ・ホイール）と呼ばれる技術を用いた市販の乗り物としてはトリシティ（125cc/155cc）に次いで第2弾となるものである。車体を傾斜させると前輪二つが連動して動き、通常の二輪車のような運転感覚で車体を自然に傾斜させて曲がることができる。エンジンは同排気量のスポーツネイキッドであるMT-09、TRACER900と同等の水冷直列3気筒エンジンを搭載している。
NIKENの名称は「2つの剣」を意味する造語であり、フロント2輪のダイナミックな動きを剣の達人による二刀流になぞらえたものである。開発コンセプトは"New Type of Agility & Controllability"であり、攻めのLMWを表現している。
NIKENは、2017年の東京モーターショーにて参考出展車として公開された。2018年9月13日に日本国内での発売を発表し、同日より受注予約の受付が始まった。
日本での法規上の扱い
日本の道路交通法では、特定二輪車の基準に該当するため大型自動二輪車として扱われる。特定二輪車に該当する車種としては唯一となるマニュアルトランスミッション仕様車である。
道路交通法ではトリシティと同様に内閣総理大臣が告示で指定する三輪の自動車の要件に該当することから特定二輪車に分類され、特定大型自動二輪車と区分される。運転免許としては大型自動二輪車運転免許が必要となり、大型自動二輪車運転免許以外の運転免許では運転することはできない。道路交通法及び道路法の適用においては自動二輪車と同等の扱いとなり、法定最高速度は一般道では60km/h、高速自動車国道では100km/hとなる。道路運送車両法では、「側車付オートバイ」として扱われ、排気量が400cc以上であるため二輪の小型自動車に分類される。このため、自動車検査登録制度（車検）の対象となる。

## 車両解説
トリシティで初めて投入されたLMW技術を用いており、トリシティのフロントフォークが内側にあるのに対し、45度のバンク角を確保するためNIKENはフロントフォークを外側に配置し、前輪タイヤの左右間隔が410mmとなっている。新開発のステアリング機構を採用し滑らかな操作性と自然な操舵性を実現した。ABS（アンチロック・ブレーキ・システム）を標準装備（ABSのための回転センサおよびブレーキ制御装置が3輪のひとつずつに備わっており、ひとつひとつの車輪を個別に制御。）。またクルーズコントロール、アシスト・スリーパークラッチ、クイックシフトシステム、トラクションコントロールシステム（TCS）、走行モード切替機能なども搭載されている。

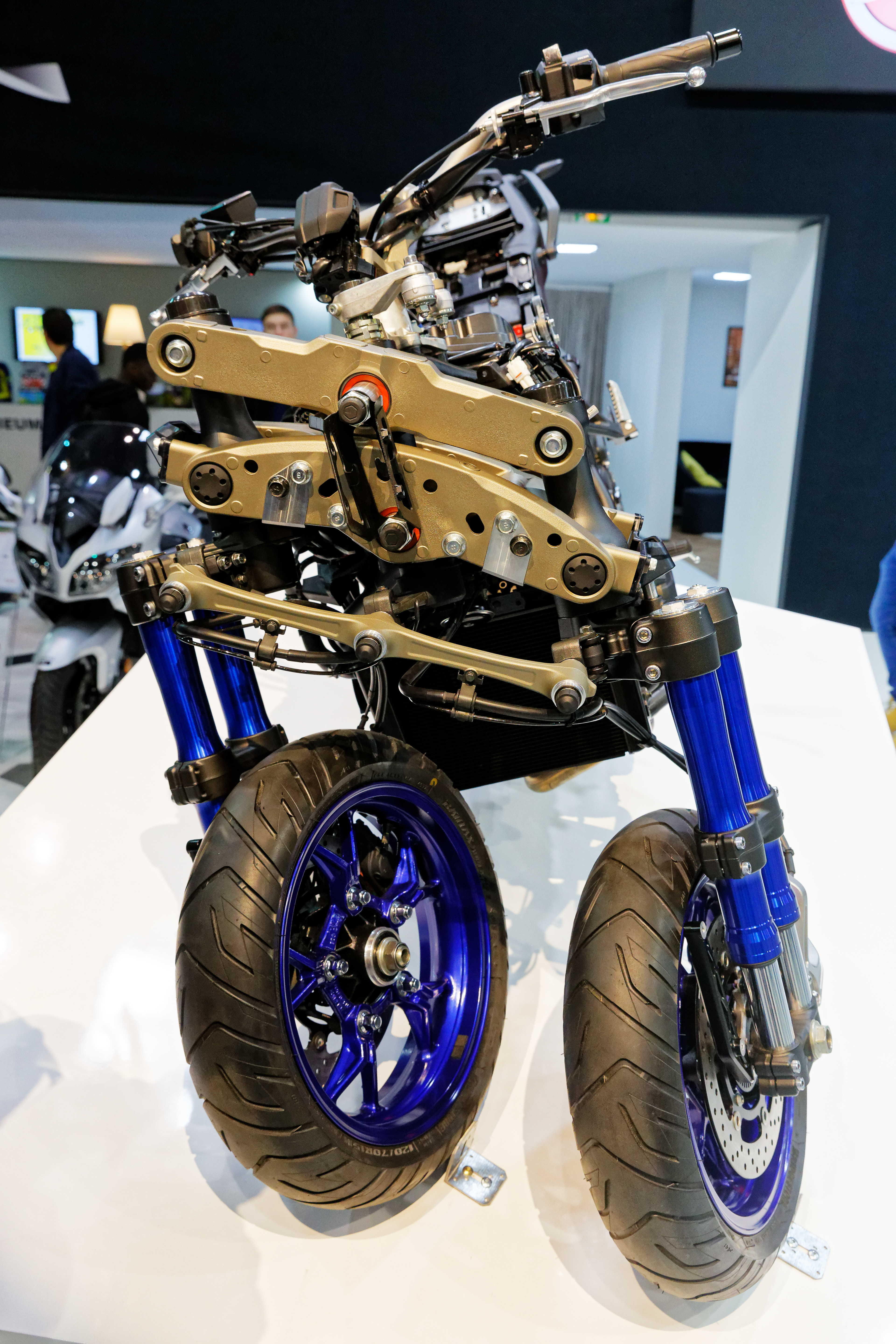
フロントの構造
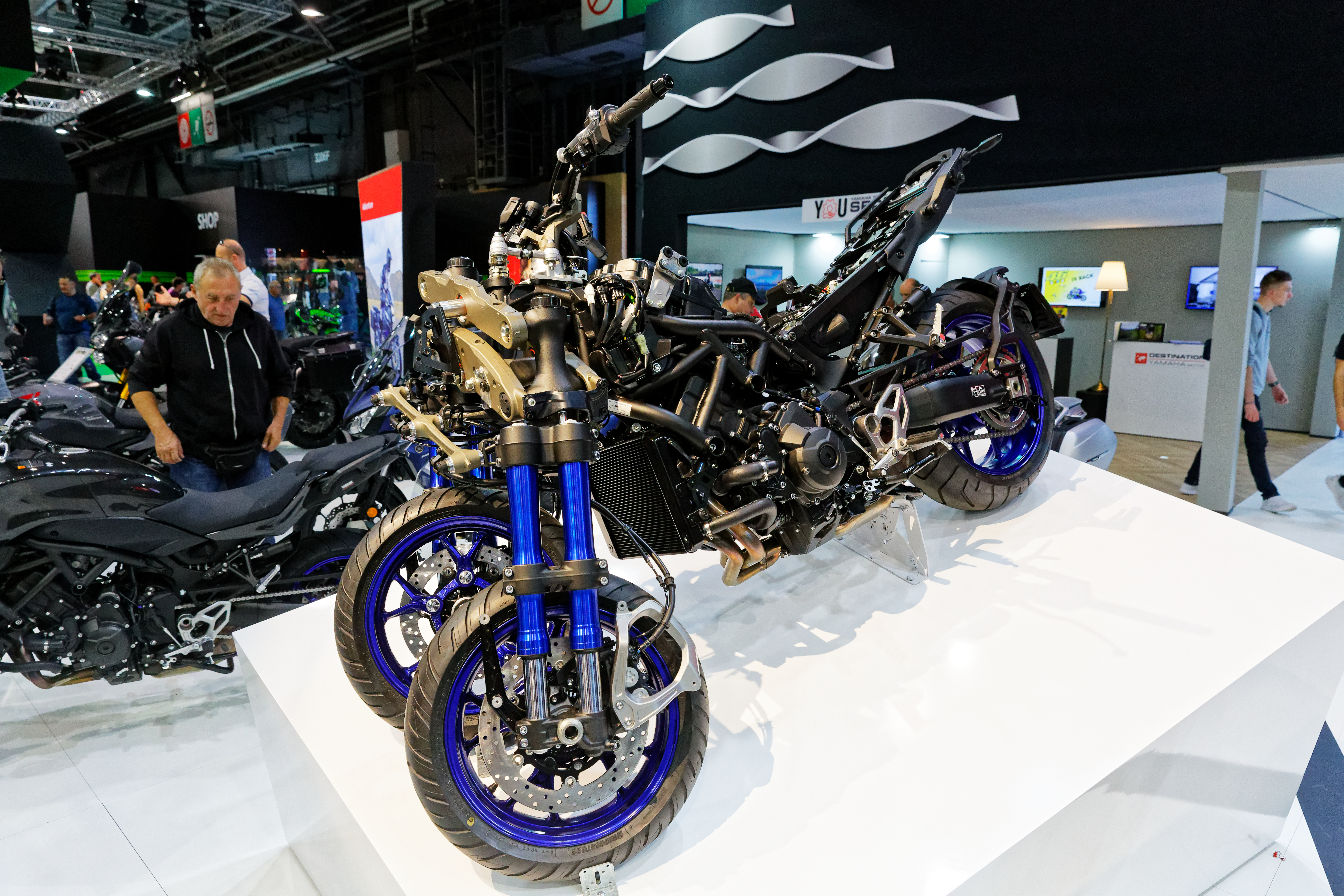
全体の構造

なお、スタンドを使用しない自立機構は備えておらず停車の際は足を着く必要があり、駐車の際はサイドスタンドを使用する。

### カラーリング
- ダークグレーメタリックG

### 註
1. ↑  前輪が二輪、後輪が一輪で、車体を傾斜させて曲がることができるトライク